# Hind's Hall (chanson)
Hind's Hall est une chanson de protestation du rappeur américain Macklemore sortie en single le 7 mai 2024. La chanson soutient les manifestations pro-palestiniennes de 2024 sur les campus universitaires et appelle à un cessez-le-feu dans la guerre Israël contre la Palestine de 2023-2024.
Le titre de la chanson fait référence à la barricade du Hamilton Hall (en) de l'Université de Columbia par les étudiants et à son changement de nom en Hind's Hall en l'honneur de Hind Rajab, une petite Palestinienne de six ans tuée par les forces israéliennes dans la ville de Gaza,.

## Musique et paroles
Dans ses paroles, Macklemore critique le financement américain de l'armée israélienne et l'acceptation par les politiciens américains des ressources financières provenant d'organisations de lobbying pro-israéliennes telles que les Chrétiens unis pour Israël et l'AIPAC. La chanson dénonce également l'interdiction de TikTok par le Congrès, la suprématie blanche apparente dans les décisions policières et politiques, et la confusion entre antisémitisme et antisionisme. Elle fait également référence au génocide, à la Nakba en cours et au meurtre d'hommes, de femmes et d'enfants palestiniens dans la bande de Gaza.
De plus, Macklemore déclare que le président américain Joe Biden est complice du meurtre de civils palestiniens et de la destruction des infrastructures de Gaza ; pour cette raison, Macklemore a déclaré qu'il ne voterait pas pour Biden lors de l'élection présidentielle américaine de 2024. Macklemore est également un critique virulent de Donald Trump, figurant dans une chanson de 2016 intitulée FDT (Fuck Donald Trump), Pt. 2. Macklemore condamne également l'industrie musicale pour ne pas avoir utilisé sa plateforme pour s'attaquer au massacre de civils perpétré par le gouvernement israélien à Gaza.
Hind's Hall échantillonne la chanson Ana La Habibi de la chanteuse Fairuz et cite les principales paroles de la chanson de 1988 Fuck tha Police du groupe hip hop NWA.
Tous les bénéfices générés sont reversés à l'Office de secours et de travaux des Nations unies pour les réfugiés de Palestine dans le Proche-Orient (UNRWA),.

## Réception
La vidéo a été largement partagée sur X (anciennement Twitter) et Instagram, cumulant des millions de vues. Sur YouTube, elle est soumise à une limite d'âge et la plateforme est par ailleurs accusée par les utilisateurs des réseaux sociaux de censurer la diffusion de la chanson.

Le guitariste Tom Morello de Rage Against the Machine tweete :
Honnêtement, « Hind's Hall » de @macklemore est la chanson la plus Rage Against The Machine depuis Rage Against The Machine.
Jill Stein, candidate du Parti Vert à la présidentielle en 2024, remercie publiquement Macklemore pour l'œuvre.

## Voir également
- Liste des chansons anti-guerre
- Ohio (chanson de Crosby, Stills, Nash & Young), une chanson de protestation en réaction à la fusillade dans l'État de Kent du 4 mai 1970.